# Wiżajny (jezioro)
Wiżajny (lit. Vižainis) – jezioro położone w północno-wschodniej Polsce, w województwie podlaskim, w powiecie suwalskim, w gminie Wiżajny, ok. 1 km od granicy z Litwą. Najwyżej położone duże jezioro Pojezierza Wschodniosuwalskiego.
Jest to jezioro wytopiskowe o urozmaiconej linii brzegowej, najbardziej wysunięte na północ polskiej Suwalszczyzny. Położone jest w okolicy rolniczej, łagodnie sfalowanej, pozbawionej lasów. Przy jego brzegach rośnie szpaler ols i wierzb.
Wiżajny są jednym z większych, ale i najpłytszych jezior Suwalszczyzny. Jest to jezioro eutroficzne. Duża żyzność jeziora sprawia, że znajdują się tu różne gatunki ryb:
- szczupak
- sandacz
- węgorz
- lin
- leszcz